# Comité français pour la solidarité internationale
 (janvier 2018).
Le Comité français pour la solidarité internationale (CFSI) est une ONG de développement fondée en 1960.  Elle rassemble 24 organisations  de la société civile engagées en faveur de  la solidarité internationale, qui unissent leurs forces pour fédérer autour de valeurs communes, financer des actions de coopération, produire et diffuser des connaissances, animer des espaces d'échanges et de réflexion. Le CFSI est une association loi de 1901 reconnue d'utilité publique depuis 1970. Elle est présidée depuis 2012 par Yves Le Bars.

## Activités
Chaque année, le CFSI soutient sur la durée près de 200 actions de solidarité portées par des associations locales sur le terrain en Afrique de l’Ouest, en Amérique latine et en Asie. Ces actions visent en priorité le développement de l’agriculture familiale et paysanne pour lutter contre la faim, développer l’insertion économique des femmes et des jeunes générations par une formation professionnelle adaptée et le renforcement des organisations locales pour la défense du droit à l'alimentation et des droits humains en général.
Complétant son engagement international, le CFSI se fait l’écho des préoccupations des acteurs de terrain et des organisations partenaires au Sud. Il sensibilise l’opinion publique et les responsables politiques aux causes de la faim et aux moyens de la combattre. Pour cela, il s'appuie sur une charte de valeurs communes assise sur la réalisation des objectifs de développement durable. Il coordonne chaque année le festival de films ALIMENTERRE entre le 15 octobre et le 30 novembre.
Le CFSI est agréé par Le Don en confiance (organisme d'agrément et de contrôle des associations et fondations faisant appel à la générosité du public).

## Membres
Le CFSI rassemble 24 organisations membres.

## Histoire
Créé en 1960 par le Général de Gaulle à l'appel de la FAO pour le lancement d'une campagne mondiale contre la faim, le Comité français pour la campagne mondiale contre la faim (CMCFCF) faisait partie des 6 collectifs d’associations habilités à participer aux instances gouvernementales de concertation avec les pays du Sud. Sous tutelle de l'Etat français, il coordonnait les actions au niveau national des associations françaises qui menaient des projets pour lutter contre la faim dans le monde. Il animait un programme d'information sur les causes de la faim notamment auprès des scolaires et organisait la collecte de fonds. Il avait déjà vocation à être pluri-acteurs, réunissant des ONG de développement, des syndicats, des collectivités territoriales... tous engagés pour la solidarité internationale. Il a été renommé Comité français contre la faim (CFCF) en 1983. En 1996, il devient indépendant et prend le nom de Comité français pour la solidarité internationale (CFSI). Stéphane Hessel, diplomate, résistant et écrivain en a été son Président de 1999 à 2002.